# Roschanizy

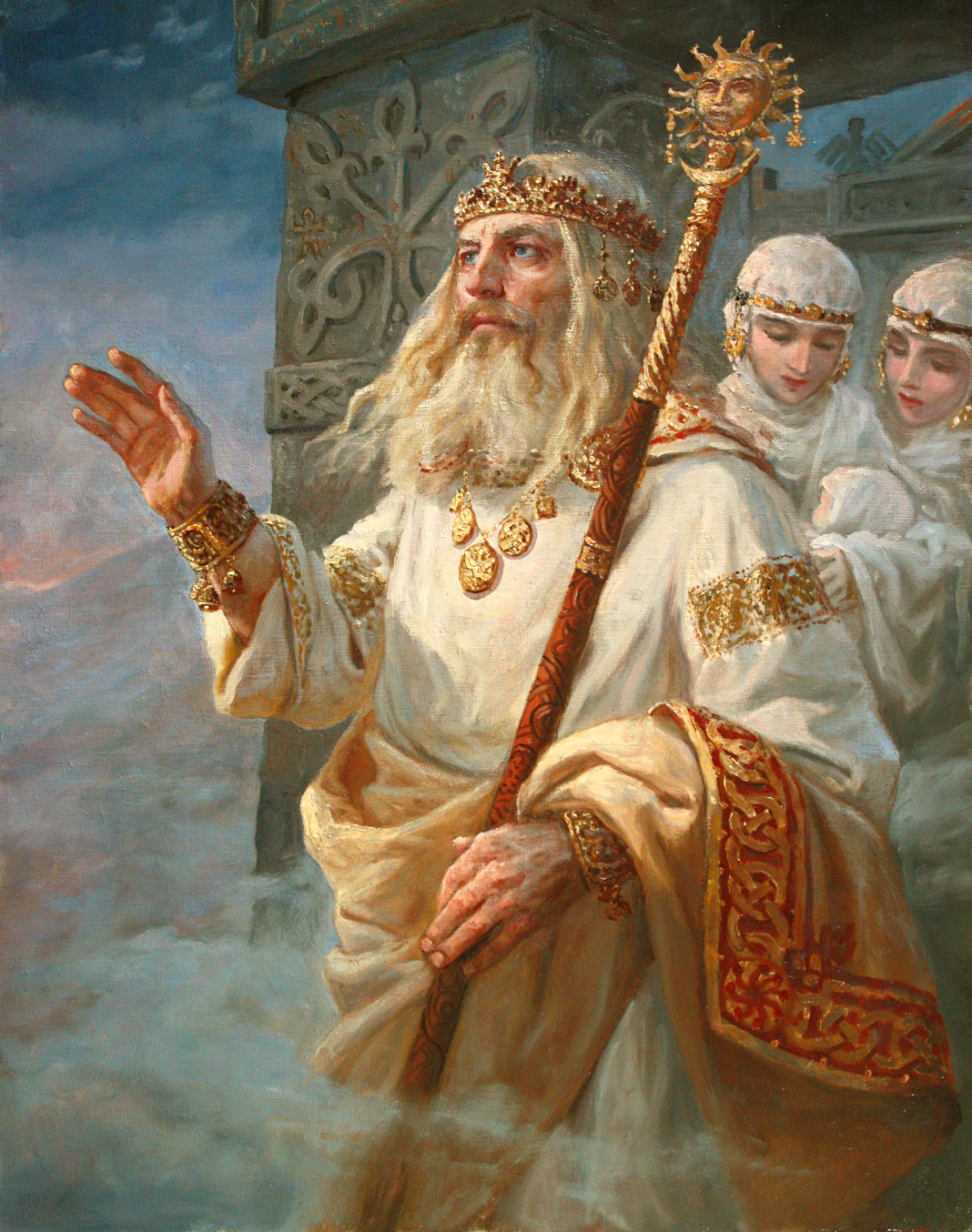
Rod und die Roschanizy auf einem Gemälde von Andrei Schischkin

Roschanizy (russisch Рожаницы) sind Schicksalsgöttinnen aus der slawischen Mythologie.
Sie sollen die Gefährtinnen von Rod, dem Schutzpatron der Familie, sein. Sie galten als im Paar erscheinende Göttinnen, die Verwalterinnen des menschlichen Schicksals und Schutzpatroninnen von Frauen bei der Geburt, von Müttern und des Familienherdes waren. Das Wort Roschanizy kommt vom urslawischen roditi (Gebären)
Laut Boris Rybakows 1986 veröffentlichter Monografie Heidentum der alten Slawen hatten die Ostslawen lange vor der Einführung des Christentums einen synkretischen Kult höchster weiblicher Gottheiten namens Roschanizy. Rybakow isolierte aus ornamentalen Motiven der russischen Volksstickerei Kompositionen, in denen man die Anwesenheit von Bildern zweier Roschanizy-Göttinnen in stilisierten, oft geometrisierten Schemata vermuten kann.
Laut Aleksander Gieysztor waren die Roschanizy dabei, sich in personifizierte Bilder zu verwandeln. Sie hatten bereits eigene Namen und bestimmte Vorstellungssysteme hatten sich um sie herum entwickelt, doch ihr Wesen blieb abstrakt.
Quellen der Kiewer Rus, insbesondere Das Wort des Heiligen Gregor über den Götzendienst aus dem 11. oder 12. Jahrhundert, belegen, dass den Roschanizy Brot, Brei, Käse und Honig als Opfer dargebracht wurden. Bei der Beschneidung von Kindern wurden den Roschanizy auch Haare geopfert. Nach der Einführung des Christentums wurden heidnische Bräuche mit der Anbetung der Jungfrau Maria vermischt, da die Figur der Mutter Gottes traditionell von Gläubigen angerufen wurde, die sich mit Fragen der Fruchtbarkeit und Geburt beschäftigten. Frauen feierten die kirchlichen Feste zu Ehren Marias, insbesondere Mariä Geburt am 8. September, indem sie für Rod und die Roschanizy ein „zweites Festmahl“ zubereiteten. Einer jungen Mutter wurden kurz nach der Geburt dieselben Speisen gebracht, die den Roschanizy dargeboten werden.

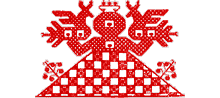
Muster der Roschanizy auf einer nordrussischen Stickerei

In den Fragen des Kirik, einem Nowgoroder Text aus dem 12. Jahrhundert, fragt der Priester Kirik den Bischof Niphont, was mit Gemeindemitgliedern geschehen soll, die „Brot, Käse und Met für Roschanizy zubereiten“. Der Bischof antwortet: „Verbietet es ihnen strengstens“, „Wehe denen, die auf Roschanizy trinken!“. Das Verbot, zu Ehren Marias und den Roschanizy zusammen Festessen zu begehen, wird in mehreren Bußbüchern wiederholt.